# Gare de Steinbourg
Gare de Steinbourg – przystanek kolejowy w Steinbourg, w departamencie Dolny Ren, w regionie Grand Est, we Francji.
Jest przystankiem kolejowym Société nationale des chemins de fer français (SNCF), obsługiwanym przez pociągi TER Alsace.